# Symphonisches Blasorchester Obere Nahe
Das  Symphonische Blasorchester Obere Nahe (SBO) ist ein sinfonisches Blasorchester mit Sitz in Idar-Oberstein in Rheinland-Pfalz.
In den Jahren 1991 und 2007 erhielt das Orchester beim Orchesterwettbewerb Rheinland-Pfalz das Prädikat Bestes Blasorchester des Landes Rheinland-Pfalz. Die Interpretationen des SBO wurden von den Rundfunksendern SR und SWR aufgenommen und gesendet.
Der Dirigent Jochen Lorenz wurde 1973 in Trier geboren und studierte 1993–1997 Trompete an der Musikhochschule in Saarbrücken. Er gehört dem Orchester seit dem Jahr 1990 an, seit 2001 wirkt er als Dirigent des Orchesters. Im Hauptberuf ist er Leiter der Musikschule Kirn-Meisenheim-Bad Sobernheim e. V. und Lehrbeauftragter an der Hochschule für Musik Saar in Saarbrücken. 2010 erhielt er, auch wegen seiner Arbeit beim SBO die Ehrenmedaille des Landkreises Birkenfeld.

## CD-Produktionen
- Theatermusik
- 10 Jahre SBO (in Zusammenarbeit mit dem SWR)

## Auszeichnungen
1. Preis 1993, 1997 und 2001 beim Wereld Muziek Concours in Kerkrade / Niederlande als bestes deutsches Orchester